# Gioventù ardente mariana
La Gioventù Ardente Mariana (GAM) è un movimento cattolico di ispirazione eucaristica, mariana ed ecclesiale.
Intende, con i "Cenacoli", far presa diretta sui giovani e far loro amare il Rosario, la Parola di Dio, la confessione, l'Eucaristia, il Papa e la Chiesa.
Riscopre la confessione come esperienza di gioia e l'Eucaristia come esperienza di Cielo e di risurrezione.
Lancia i giovani nell'evangelizzazione.
Il GAM è un movimento nato durante una veglia di preghiera nel 1975 a Torino dal salesiano don Carlo De Ambrogio (1921-1979), che lo guidò per i primi quattro anni.